# Tatsuru Mukojima
Tatsuru Mukojima (Shizuoka, 9 januari 1966) is een voormalig Japans voetballer.

## Carrière
Tatsuru Mukojima speelde tussen 1988 en 2001 voor Toshiba, Shimizu S-Pulse en Kawasaki Frontale.